# Gottfried Joseph Crüts von Creits
Gottfried Joseph Crüts von Creits, geboren Godfried Joseph Cruts (* 1757 (getauft am 11. März) in Maastricht; † 5. April 1815 in St. Pölten) war von 1806 bis 1815 römisch-katholischer Bischof von St. Pölten und von 1803 bis 1815 Apostolischer Feldvikar der österreichischen Heere.
Crüts wurde in der Maastrichter Magistratsfamilie Cruts geboren. 1779 promovierte er zum Doktor beider Rechte und wurde nach seiner Priesterweihe (18. September 1784) von seinem Onkel Johann Heinrich von Kerens, damals Bischof von St. Pölten und apostolischer Feldvikar, als Auditor causarum an das k. k. Feldkonsistorium in Wien berufen und von Joseph II. zum Probst der Titularprobstei Dornau (Ungarn) ernannt.
Am 25. Juli 1789 wurde Cruits Generalvikar und Domkapitular der Diözese St. Pölten und nach dem Tod von Bischof Kerens Kapitularvikar. Unter Bischof Sigismund Anton von Hohenwart wurde er 1774 erneut Generalvikar sowie am 28. Juli 1803 (nach der Translation Hohenwarts nach Wien) auch wieder Kapitularvikar und gleichzeitig apostolischer Feldvikar. Am 14. März 1806 wurde er schließlich vom Kaiser Franz II./Franz I. zum Bischof für St. Pölten nominiert und am 5. Oktober in Wien geweiht.